# Volo Japan Airlines 471
Il volo Japan Airlines 471 era un volo di linea passeggeri internazionale della Japan Airlines dall'aeroporto Internazionale di Tokyo, in Giappone, all'aeroporto di Londra-Heathrow, in Regno Unito, con vari scali intermedi tra cui uno a Delhi, in India. Il 14 giugno 1972, un Douglas DC-8-53 che operava il volo, registrazione JA8012, si schiantò vicino all'aeroporto Internazionale di Delhi, provocando la morte di 82 degli 87 occupanti: 10 degli 11 membri dell'equipaggio e 72 dei 76 passeggeri. Anche quattro persone a terra rimasero uccise.

## L'aereo
Il velivolo era un Douglas DC-8-53, marche JA8012, numero di serie 45680, numero di linea 213 e soprannominato Yoshino. Volò per la prima volta nel 1964 e venne consegnato a Japan Airlines nel novembre dello stesso anno. Era spinto da 4 motori turboventola Pratt & Whitney JT3D. Al momento dell'incidente, l'aereo aveva circa otto anni.

## I passeggeri
Sedici delle vittime erano statunitensi. Perse la vita anche l'attrice brasiliana Leila Diniz e l'unico passeggero indiano su questo volo, Dr. K.K.P. Narasinga Rao, un alto funzionario dell'Organizzazione per l'alimentazione e l'agricoltura (FAO) delle Nazioni Unite.

## L'incidente
Il volo era sulla tratta Bangkok-Nuova Delhi della rotta Tokyo-Londra quando si verificò l'incidente. L'aereo decollò dall'aeroporto Internazionale di Bangkok-Don Mueang alle 11:21 UTC diretto verso Nuova Delhi. Alle 14:43 UTC, il volo ricevette l'autorizzazione per un avvicinamento ILS diretto alla pista 28. Il DC-8 si schiantò sulle rive del fiume Yamuna non molto dopo aver comunicato di trovarsi a 23 miglia (43 km) dal DME.

## Le indagini
La causa esatta dell'incidente resta tuttora controversa. Gli investigatori giapponesi indicarono la possibilità che un falso segnale del sentiero di discesa portò l'aereo troppo in basso. Gli investigatori indiani affermarono invece che l'incidente fu causato da un errore del pilota, in particolare il comandante, che ignorò le indicazioni degli strumenti e non vide la pista (il primo ufficiale stava pilotando, il comandante stava monitorando gli strumenti).